# Guiyu
Guiyu (GùiyǔP) è una città della Cina appartenente al distretto di Chaoyang nella provincia del Guangdong. Situata a poca distanza dal Mar Cinese Meridionale, Guiyu è nota nella comunità ambientalista per il trattamento dei rifiuti di apparecchiature elettriche ed elettroniche: la città ha detenuto nel 2013 il record di sito con la più alta raccolta di rifiuti elettronici.

## Rifiuti elettronici
Guiyu, con una popolazione di 150.000 abitanti, è una città della provincia del Guangdong nel sud-est della Cina. È stata il più grande sito di raccolta di rifiuti elettronici nel mondo venendo per la prima volta alla ribalta con il film documentario Exporting Harm del dicembre del 2001 ad opera della Basel Action Network. I problemi di salute e ambientali evidenziati dal documentario e dai susseguenti studi scientifici hanno fortemente preoccupato organizzazioni come la Basel Action Network e successivamente Greenpeace, il Programma delle Nazioni Unite per l'Ambiente e la Basel Convention.
A Guiyu operano 5.500 aziende, molte a carattere familiare, che smontano le apparecchiature elettroniche per ricavare piombo, oro, rame e altri metalli di valore. Tale industria impiega decine di migliaia di persone che smontano ogni anno 680 tonnellate di computer, cellulari e altre apparecchiature elettroniche. I paesi sviluppati spediscono i loro rifiuti elettronici nei luoghi in via di sviluppo a causa dei minori costi di riciclo. Luoghi come Guiyu basano la loro economia sui rifiuti elettronici malgrado i rischi sulla salute e sull'ambiente. La combustione della plastica in città ha prodotto nell'80% dei bambini pericolosi livelli di piombo nel sangue.
Uno studio del 2008 dal titolo Heavy Metals Concentrations of Surface Dust from E-Waste Recycling and Its Human Health Implications in Southeast China ha analizzato i rischi per la salute nell'uomo e nell'ambiente a Guiyu raccogliendo campioni di polvere nelle officine, nelle strade, in un cortile scolastico e in un mercato all'aperto di pesce, vegetali e carne. Lo studio ha riscontrato che nelle officine c'erano elevati valori di piombo, rame e zinco e nel cortile della scuola di piombo e rame. Altre aree vicino alla scuola contenevano altissimi livelli di nichel in luoghi dove i bambini spesso mangiavano segno della loro esposizione alla polvere contaminata. Nel mercato all'aperto furono riscontrati alti livelli di rame, nichel, piombo e zinco il che ha suscitato preoccupazione in quanto il cibo (spesso tenuto per terra in secchi di plastica) era probabilmente venuto a contatto con la polvere contaminata. I livelli di piombo e di rame nella polvere stradale erano di 330 e 106 volte e di 371 e 155 volte più alti se paragonati con quelli presenti a 8 e 30 km di distanza. Alti livelli di metalli tossici nel cortile scolastico e nel mercato all'aperto dimostravano come i luoghi pubblici ne fossero negativamente influenzati. Di tutti i metalli il piombo risultò quello presente con più alte concentrazioni in tutte le aree di analisi seguito dal rame. I livelli di piombo nelle officine avevano superato di 50 volte i valori di sicurezza. Per il resto della popolazione i livelli di piombo erano di 5 volte inferiore rispetto a quello relativo ai lavoratori delle officine di riciclaggio pur rimanendo più alti dei livelli di sicurezza. I bambini, i più esposti agli impatti negativi per l'avvelenamento da piombo, si trovavano a fronteggiare un rischio 8 volte maggiore rispetto agli adulti indipendentemente dall'area presa in considerazione.
I bambini sotto i 6 anni sono molto vulnerabili all'avvelenamento da piombo che può avere impatti negativi sullo sviluppo mentale e fisico, talvolta perfino mortali. Il piombo può produrre danni irreversibili al cervello in via di sviluppo. Alcuni sintomi dell'avvelenamento da piombo comprende la perdita di appetito, perdita di peso, spossatezza, dolori intestinali, costipazione e difficoltà nell'apprendimento. I sintomi negli adulti comprendono alte pressioni sanguigne, rallentamento delle funzioni cerebrali, dolore/intorpidimento delle estremità, debolezza muscolare, cefalee, dolori intestinali, perdita di memoria, disturbi dell'umore e problemi di fertilità con alta probabilità di aborto. Sia per bambini che per adulti l'avvelenamento da piombo può comportare seri danni ai reni e al sistema nervoso.
Nel 2005 la band italiana Planet Funk ha girato il video del brano Stop Me a Guiyu, il video mostra la drammatica situazione in cui vivono gli abitanti della città, alle prese con lo smaltimento dei rifiuti elettronici.